# دورة الألعاب الآسيوية للصالات والفنون القتالية 2025
دورة الألعاب الآسيوية للصالات والفنون القتالية 2025 تعد الدورة السابعة للألعاب الآسيوية للصالات، والتي ستقام في الرياض بالمملكة العربية السعودية.

## خلفية
تعد دورة الألعاب الآسيوية للصالات المغلقة والفنون القتالية حدثا ينظمه المجلس الأولمبي الآسيوي، ويقام كل أربع سنوات، انطلقت البطولة لأول مرة في عام 2005 وكانت تقام كل عامين قبل أن تصبح كل أربعة أعوام، وتصنف بأنها ثاني أكثر حدث آسيوي متعدد الرياضيات بعد الألعاب الآسيوية.
بدأت البطولة في بانكوك عاصمة تايلاند 2005 بمشاركة 37 دولة، ثم استضافتها مدينة ماكاو 2007 بمشاركة 44 دولة، قبل أن تستضيفها هانوي عاصمة فيتنام 2009 بمشاركة 42 دولة، في حين كانت مدينة إنتشون الكورية الجنوبية المدينة الرابعة التي استضافتها في 2013 بمشاركة 43 دولة، قبل أن تستضيفها عشق آباد في 2017 بمشاركة 49 دولة آسيوية، وستكون بانكوك وجهة البطولة في 2023، وستكون العاصمة السعودية الرياض المدينة السابعة التي تستضيف دورة عام 2025م.